# Digama aganais
Digama aganais är en fjärilsart som beskrevs av Felder 1874. Digama aganais ingår i släktet Digama och familjen björnspinnare. Inga underarter finns listade i Catalogue of Life.